# Abdoulaye Ndiaye
Abdoulaye Niakhaté Ndiaye (* 10. April 2002 in Boune) ist ein senegalesischer Fußballspieler.

## Karriere

### Verein
Ndiaye wechselte im Sommer 2018 zur AS Dakar Sacré-Cœur, wo er zwei Jahre lang in der Jugend spielte. Anschließend wechselte er zu Olympique Lyon in die Jugendakademie. In der Saison 2020/21 spielte er bereits für die U19-Mannschaft und die viertklassige Zweitauswahl, zudem stand er bereits einige Male im Spieltagskader der Profis in der Ligue 1. In der Spielzeit 2021/22 war er schließlich Stammspieler in der National 2 bei der Reserve. Für die gesamte Saison 2022/23 wurde Ndiaye an den Zweitligisten SC Bastia verliehen. Direkt bei seinem Profidebüt, als er gegen Chamois Niort 90 Minuten lang spielte, schoss er bei dem 4:1-Sieg auch direkt sein erstes Tor im Profibereich. Bei Bastia war er gesetzt und spielte in der Spielzeit 2022/23 28 Spiele in der Liga, wobei er ein Tor selbst schoss und zwei Treffer vorbereitete.
Unmittelbar nach seiner Rückkehr zu Lyon, wechselte Ndiaye für dreieinhalb Millionen Euro Ablöse fest zu einem weiteren Zweitligisten, zum ES Troyes AC. Auch hier war er Stammspieler, für einige Partien sogar Kapitän und lief in insgesamt 31 Ligabegegnungen auf. Nach nur einem Jahr wurde Ndiaye an den Erstligisten Stade Brest verliehen, die auch eine Kaufoption besitzen. Am fünften Spieltag der Saison 2024/25 debütierte er in der Startelf bei einem 2:0-Sieg über den FC Toulouse in der Ligue 1. Am sechsten Spieltag der Ligaphase der Champions League wurde er gegen die PSV Eindhoven erstmals in der Königsklasse eingesetzt.
Zur Saison 2025/26 unterschrieb Ndiaye einen Fünfjahresvertrag beim italienischen Erstligisten Parma Calcio.

### Nationalmannschaft
Ndiaye spielte bereits einmal für die senegalesische U20-Nationalmannschaft in einem Freundschaftsspiel. Bei der U20-WM 2019 ein paar Tage nach dem Spiel saß er allerdings in allen fünf Partien nur auf der Bank. Nach einem Einsatz für das U23-Team wurde er auch des Öfteren für die A-Nationalmannschaft Senegals berufen. Am 8. Januar 2024 debütierte er in einem Freundschaftsspiel vor dem Afrika-Cup 2024, bei dem er auch im Kader stand, nach Einwechslung gegen den Niger.